# Medalla Liebig
La Medalla Liebig (en alemany Liebig-Denkmünze) són un premi atorgat per la societat científica Verein Deutscher Chemiker (Societat de Químics d'Alemanya) des del 1903, any de la seva creació, i després per la Gesellschaft Deutscher Chemiker. Fou creat el 12 de maig de 1903 en la celebració del centenari del naixement de Justus von Liebig i premia als investigadors destacats en el camp de la química.

## Premiats
| - 1903 : Adolf von Baeyer - 1904 : Rudolf Knietsch - 1905 : Eduard Buchner - 1907 : Adolf Frank - 1908 : Otto Schönherr - 1909 : Friedrich Otto Schott - 1911 : Paul Ehrlich - 1912 : Carl Harries - 1913 : Emil Ehrensberger - 1914 : Fritz Haber - 1919 : Carl Bosch - 1921 : Max Planck - 1922 : Wilhelm Normann - 1924 : Max Schroeder - 1925 : Gustav Tammann - 1926 : Robert-Emanuel Schmidt - 1927 : Fritz Raschig - 1928 : Friedrich Bergius - 1929 : Hans Fischer - 1930 : Otto Ruff - 1931 : Friedrich Emich, Ida Noddack i Walter Noddack - 1933 : Adolf Spilker - 1934 : Ferdinand Flury - 1935 : Walther A. Roth i Karl Ziegler - 1936 : Gustav F. Hüttig | - 1937 : Ernst Späth - 1938 : Eduard Zintl - 1940 : Otto Hönigschmid - 1950 : Erich Konrad - 1951 : Wilhelm Klemm - 1953 : Wilhelm Moschel - 1955 : Feodor Lynen - 1956 : Heinrich Hock - 1957 : Friedrich A. Paneth - 1958 : Gerhard Schramm - 1960 : Georg-Maria Schwab - 1961 : Rolf Huisgen - 1964 : Günter Scheibe - 1965 : Wilhelm Husmann - 1967 : Erich Thilo - 1969 : Oskar Glemser - 1972 : Hans-Werner Kuhn - 1973 : Leopold Horner - 1976 : Horst Pommer - 1980 : Ernst Ruch - 1981 : Armin Weiss - 1983 : Dieter Oesterhelt - 1984 : Ulrich Schöllkopf - 1986 : Rolf Appel - 1987 : Gerhard Ertl | - 1989 : Meinhart Zenk - 1991 : Kurt Issleib - 1993 : Reinhard W. Hoffmann - 1994 : Wolfgang Beck - 1996 : Werner Kutzelnigg - 1998 : Helmut Schwarz - 2000 : Reinhart Ahlrichs - 2002 : Hans Wolfgang Spiess - 2004 : Arndt Simon - 2006 : Herbert Mayr - 2008 : Wolfgang Krätschmer - 2010 : Joachim Sauer - 2012 : Walter Thiel - 2014 : Hans-Ulrich Reißig - 2016: Markus Antonietti - 2018 Wolfgang Schnick - 2020 Herbert Waldmann |